# Seth Green
Seth Benjamin Green (* 8. února 1974 Filadelfie, Pensylvánie), rodným příjmením Gesshel-Green, je americký herec, producent, scenárista a režisér.
Herectví se věnuje již od dětství, jeho prvním filmem byl Hotel New Hampshire z roku 1984. V 80. letech hrál také drobné role v různých seriálech, v první polovině 90. let hostoval např. v seriálech Beverly Hills 90210, Akta X nebo Krok za krokem. V trojdílné filmové sérii o Austinu Powersovi (1997: Austin Powers: Špionátor, 1999: Austin Powers: Špion, který mě vojel, 2002: Austin Powers – Goldmember) se představil jako Scott Zloun. V letech 1997–2000 hrál v seriálu Buffy, přemožitelka upírů postavu Oze, ve stejné roli se představil ještě v jedné epizodě seriálu Angel. K jeho dalším filmům patří např. Loupež po italsku (2003), Scooby-Doo 2: Nespoutané příšery (2004), Starý páky (2009) a Máma mezi Marťany (2011). V televizi je, kromě řady hostování, aktivní v animovaných seriálech Griffinovi (od 1999) a Robot Chicken (od 2005), jehož je také autorem, režisérem a producentem. V letech 2013–2014 hrál v sitcomu Dads.